# D-aminokiselina transaminaza
D-aminokiselina transaminaza (EC 2.6.1.21, D-aspartatna transaminaza, -alaninska aminotransferaza, D-aspartinska aminotransferaza, D-alanin-D-glutamatna transaminaza, -alaninska transaminaza, D-aminokiselinska aminotransferaza) je enzim sa sistematskim imenom D-alanin:2-oksoglutarat aminotransferaza. Ovaj enzim katalizuje sledeću hemijsku reakciju
-alanin + 2-oksoglutarat {\displaystyle \rightleftharpoons } piruvat + D-glutamat
Ovaj enzim je piridoksal-fosfatni protein. Enzim iz termofilnih Bacillus vrsta deluje na mnoge D-aminokiseline. D-alanin i D-2-aminobutirat su najbolji amino donori.

## Literatura
- Nicholas C. Price; Lewis Stevens (1999). Fundamentals of Enzymology: The Cell and Molecular Biology of Catalytic Proteins (Third изд.). USA: Oxford University Press. ISBN 019850229X.
- Eric J. Toone (2006). Advances in Enzymology and Related Areas of Molecular Biology, Protein Evolution (Volume 75 изд.). Wiley-Interscience. ISBN 0471205036.
- Branden C; Tooze J. Introduction to Protein Structure. New York, NY: Garland Publishing. ISBN 0-8153-2305-0.
- Irwin H. Segel. Enzyme Kinetics: Behavior and Analysis of Rapid Equilibrium and Steady-State Enzyme Systems (Book 44 изд.). Wiley Classics Library. ISBN 0471303097.

## Spoljašnje veze
- D-amino-acid+transaminase на 